# Neuer Weg 47 (Quedlinburg)

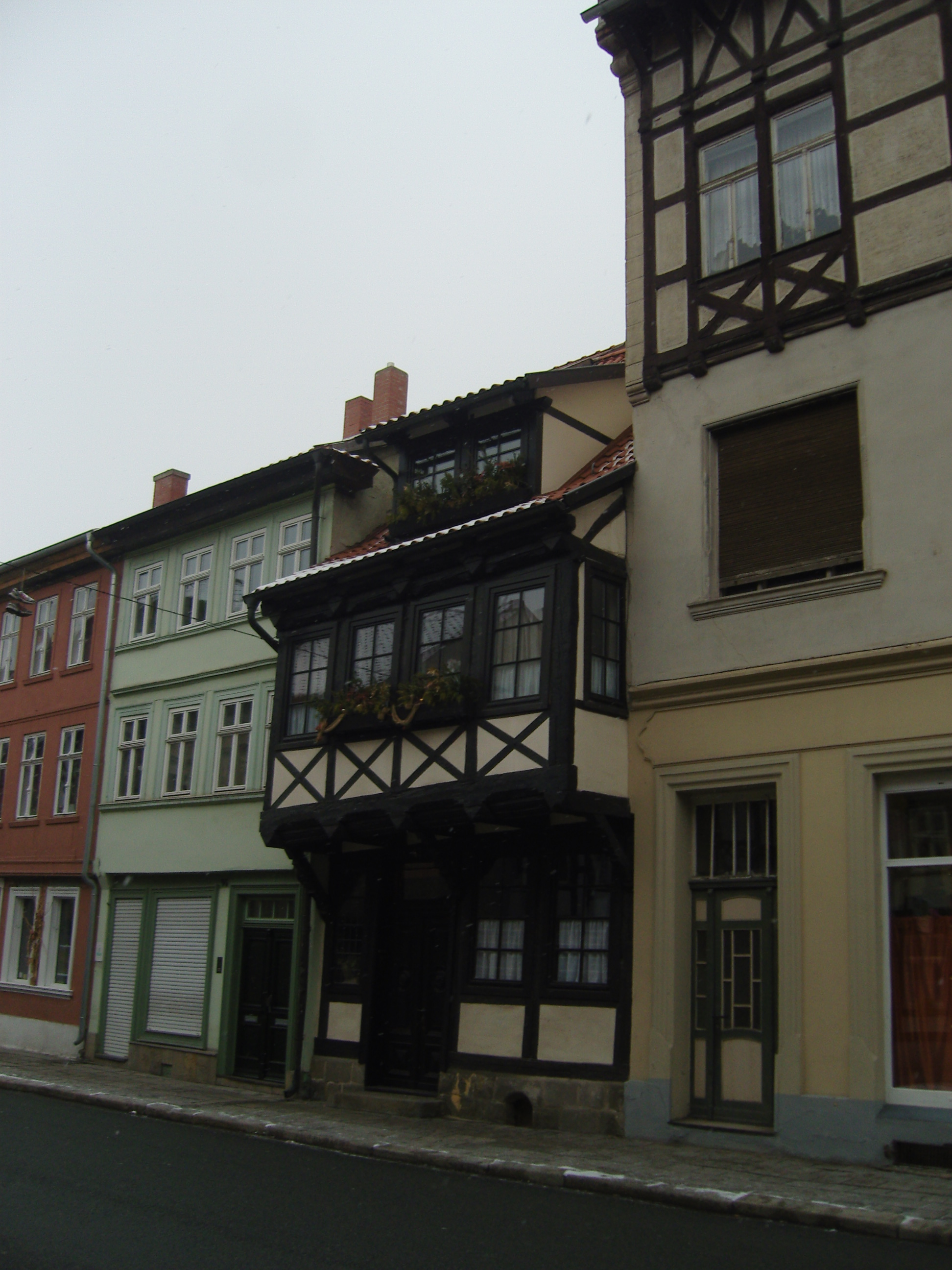
Haus Neuer Weg 47

Das Haus Neuer Weg 47 ist ein denkmalgeschütztes Gebäude in Quedlinburg in Sachsen-Anhalt.

## Lage
Es ist im Quedlinburger Denkmalverzeichnis als Wohnhaus eingetragen und befindet sich südlich der historischen Quedlinburger Altstadt auf der Westseite des Neuen Wegs.

## Architektur und Geschichte
Das kleine zweigeschossige Fachwerkhaus ist deutlich kleiner als die direkt umgebende Bebauung. Das Gebäude entstand im Jahr 1683. Markant ist das deutlich über das Erdgeschoss vorkragende obere Stockwerk. Aufgrund einer Inschrift A. B wird als Baumeister des Hauses der Quedlinburger Zimmermeister Andreas Besen angenommen.